# Hedensted
Hedensted – miasto w Danii, siedziba gminy Hedensted. 11 656 mieszkańców (2016). Ośrodek przemysłowy. Znajduje się tu kościół Hedensted Kirke i stacja kolejowa.